# Réalville
Réalville är en kommun i departementet Tarn-et-Garonne i regionen Occitanien i södra Frankrike. Kommunen ligger i kantonen Caussade som tillhör arrondissementet Montauban. År 2022 hade Réalville 1 867 invånare.

## Befolkningsutveckling
Antalet invånare i kommunen Réalville
| Referens: INSEE |